# Szergej Alekszandrovics Volkov
Szergej Alekszandrovics Volkov (oroszul: Сергей Александрович Волков; Csugujev, 1973. április 1. –) orosz űrhajós.

## Életpálya
1990-ben végezte el a középiskoláját. Repülő főiskolára jelentkezett, ahol 1995-ben szerzett bombázó repülőgép tiszti oklevelet. 1996. április 30-tól pilótaként szolgált, egyre magasabb beosztásokat kapott (első pilóta, repülőgép parancsnok-helyettes, század parancsnok. Több repülőgépen teljesített szolgálatot: L–29, L–39,  Tu–134, Il–22, Il–76, repült óráinak száma 500. 1997. július 28-án került az űrhajósok közé, 1997. december 26-tól részesült űrhajóskiképzésben. 1999-re kiképzett űrhajós lett., megkezdte a Nemzetközi Űrállomáson (ISS) végzendő feladatok gyakorlását. Összesen 365 napot, 22 órát, 22 percet és 22 másodpercet töltött a világűrben. A három űrséta alatt 18 órát és 34 percet töltött külső szereléssel. Az első „második generációs” orosz űrhajós. Édesapja  Vlagyiszlav Nyikolajevics Volkov két alkalommal repült a világűrbe. 2009-től az űrhajósok kiképzésénél oktatója, vizsgáztatója. 2009-től politikai pályára irányították, politikai akadémiát végzet. 2012. júliustól politikai előmenetele miatt tartalék állományba helyezték.

## Űrrepülések
- Szojuz TMA–12 parancsnokaként 2008. április 8-án repült a Nemzetközi Űrállomás (ISS) fedélzetére. A hosszú távú űrrepülés során a legfiatalabb ISS-parancsnokként szolgált.
- Szojuz TMA–02M parancsnokaként 2011. június 7-én repült a ISS fedélzetére.

## Családi kapcsolat
Apja Alekszandr Volkov űrhajós.

## Kitüntetések
- Megkapta az Arany Csillag kitüntetést.
- 1995-től 3. osztályú katonai pilóta,
- 2012-től 1. osztályú űrhajós-hitelesítő